# Phare du cap Zub
Le phare du cap Zub (en croate : Svjetionik Rt Zub) est un feu actif situé en bout du cap Zub, à 13 km au nord de Poreč dans le Comitat d'Istrie en Croatie. Le phare est exploité par la société d'État Plovput .

## Description
La lanterne  est montée en coin d'une maison de gardien en pierre de deux étages de 7 m de haut. La maison est la pierre non peinte avec un toit de tuile rouge. Il émet, à une hauteur focale de 11 m, trois éclats blancs et rouges, selon direction, toutes les 10 secondes. Sa portée est de 9 milles nautiques (environ 17 km) pour le feu blanc et 6 milles nautiques (environ 11 km) pour le feu rouge.
La maison est disponible pour la location de vacances.
Identifiant : ARLHS : CRO157 - Amirauté : E2658 - NGA : 11904 .

## Caractéristiques dufeu maritime
Fréquence :
- Lumière (W-R) : 15 (0.5+2/0.5+2/0,5+4.5) secondes

### Lien connexe
- Liste des phares de Croatie